# Línea Delviga
Línea Delviga (en ucraniano: демаркаційна лінія; en polaco: Linia Delwiga) es la línea de demarcación entre la República Popular Ucraniana y Polonia, establecida en 1919.

## Contexto histórico
En aquellos momentos Polonia luchaba por el restablecimiento de la independencia de su país, aprovechando el desmembramiento del Imperio austrohúngaro y el Imperio ruso, pero al igual que lo hacían otras nacionalidades. En cuanto a los ucranianos, los que eran hasta ese momento parte del Imperio austrohúngaro se declaran independientes con la República Popular Ucraniana Occidental, mientras que los que estaban bajo el Imperio ruso lo hacen con la República Popular Ucraniana, originándose dos repúblicas ucranianas distintas.
El conflicto polaco-ucraniano occidental se origina al pretender ambas partes los mismos territorios, que si bien las zonas rurales tenían una aplastante mayoría étnica ucraniana, las ciudades eran mayoritariamente polacas. La entrada en liza de la República Popular Ucraniana viene dada por la necesidad desesperada de apoyo en su lucha contra las diversas fuerzas que intentan establecerse en Ucrania, intentando alcanzar un pacto, incluso renunciando al territorio de la otra república ucraniana, República Popular Ucraniana Occidental. Dicho pacto es conseguido con posterioridad, pero de escaso resultado práctico.

## Antecedentes
A mediados de junio de 1919, el ejército de la República Popular Ucraniana Occidental, o Ejército Ucraniano de Galitzia, inicia la Ofensiva de Chortkiv, en la que causó graves pérdidas a las tropas polacas y liberaron una parte considerable del territorio de la República Popular Ucraniana Occidental. En ese momento, el Directorio de la República Popular Ucraniana iniciaba negociaciones con el gobierno polaco para una tregua, con la esperanza de si detenían la ofensiva en Galitzia, podrían conseguir apoyo en la guerra contra los bolcheviques.

## Negociación de la tregua
El 16 de junio de 1919, la delegación de la República Popular Ucraniana encabezada por Serhi Delvig (Сергій Дельвіг), y sin previa consulta o consentimiento del gobierno de la República Popular Ucraniana Occidental, acuerdan una tregua, que entrará en efecto el 21 de junio de 1919. En estos términos, la tregua entre el Ejército Ucraniano de Galitzia y el ejército polaco se inicia en la línea de demarcación, que se establece de facto en Zaliztsi-Seret-Ternopil-Ostriv-Lityatin-Zolota Lipa-Dniéster-Nezviska.

## Reacción de la República Popular Ucraniana Occidental
La obtención de la tregua, con razón, fue considerada por los dirigentes del Ejército Ucraniano de Galitzia como un intento del mando polaco de ganar tiempo, la llegada de refuerzos y para detener la ofensiva en el territorio de Galitzia. Por este motivo, el tratado no fue aceptado por el presidente Yevhén Petrushévich, y el Ejército Ucraniano de Galitzia continuó la lucha en el frente polaco-ucraniano.